# Olivenschnecken
Die Olivenschnecken (Olividae) sind eine artenreiche Familie ausschließlich mariner, räuberisch lebender Schnecken. Sie leben hauptsächlich in den wärmeren Meeren. Die ältesten Vertreter dieser Familie sind für die Oberkreide belegt.

## Merkmale
Die Gehäuse der Olivenschnecken sind, wie der Name impliziert, olivenförmig bis gerundet hochkonisch. Die Oberfläche ist gering ornamentiert, meist porzellanartig glänzend und häufig mit einem Farbmuster versehen. Die Adultgröße der Gehäuse beträgt etwa 0,7 bis zu 12 cm. Der Fuß ist meist sehr groß, das Propodium in zwei Lappen ausgezogen, seitlich des Fußes schließen sich zwei weitere Lappen an. Mit den propodialen und den seitlichen Lappen des Fußes kann sich das Tier fast vollkommen einhüllen und sich rasch im Lockersediment oder knapp unter der Sedimentoberfläche bewegen. Die Raspelzunge ist relativ kurz mit drei Elementen pro Querreihe. Die Tiere sind getrenntgeschlechtlich. Die Eikapseln werden an Hartsubstrat angeheftet oder einfach auf dem Weichsubstrat abgelegt. Sie enthalten etwa 150 bis 200 Eier. Die ontogenetische Entwicklung kann über eine planktonfressende Veliger-Larve erfolgen, aber auch direkt sein, d. h. aus der Eiklar-reichen Eikapsel schlüpft direkt das fertige Jungtier.

## Lebensweise
Die Olivenschnecken sind in allen heutigen Meeren anzutreffen. Allerdings liegt der Schwerpunkt der Verbreitung mit der größten Diversität eindeutig in den wärmeren Meeren. Sie sind fast ausnahmslos Weichbodenbewohner (in erster Linie Sandböden). Sie leben hier meist im Sediment, das sie mit Hilfe des großen Fußes regelrecht durchpflügen können. Der Sipho wird zur Atmung über die Sedimentoberfläche gehalten und erlaubt auch die Lokalisierung von Beute. Alle Olivenschnecken sind Räuber, die z. T. recht große Beutetiere angreifen. Die Beute besteht in erster Linie aus Borstenwürmern und anderen Weichtieren, die mit Hilfe des großen Fußes überwältigt werden. Der muskulöse Fuß mit dem großen Propodium erlaubt es manchen Arten, von der Sedimentoberfläche aufzuspringen und eine kurze Strecke zu schwimmen. Die große Mehrzahl der Arten lebt im flacheren Wasser. Einige wenige Arten sind auch in die Tiefsee abgewandert, wo sie in bis zu 4400 m gefunden wurden.

## Systematik
Die Familie wird nach Bouchet & Rocroi (2005) in drei Unterfamilien unterteilt:
- Olivinae Latreille, 1825
- Ancillariinae Swainson, 1840
- †Vanpalmeriinae Adegoke, 1977

Von manchen Autoren wird auch noch eine Unterfamilie Agaroninae Olsson, 1956 ausgeschieden, die Bouchet & Rocroi aber als Synonym der Unterfamilie Olivinae auflisten. Die in älteren Publikationen in die Familie Olividae gestellten Unterfamilien Zwergolivenschnecken (Olivellinae) und Scheinolivenschnecken (Pseudolivinae) werden heute als eigene Familien geführt. Die Familie Olividae wird von Ponder & Lindberg (1997) noch zur Überfamilie Muricoidea gerechnet. Bouchet & Rocroi (2005) führen sie bereits als eigene Überfamilie mit den Familien Olividae und Olivellidae Troschel, 1869. Die Scheinolivenschnecken (Pseudolividae) bilden dagegen zusammen mit den Ptychatractidae die Überfamilie Pseudolivoidea.